# 廣告代理商
廣告代理商（英語：Advertising Agency）即廣告公司，是指從事廣告代理業務，為客戶創造、規劃、或執行廣告工作的代理商，其工作的範圍可能涵蓋曝光、内容和戰略等方面的部分或者全部。一家廣告代理商是獨立於客戶之外，為客戶的產品或服務銷售提供外部服務。這類公司也可能會協助客戶整體的行銷或品牌策略。典型廣告代理商的客戶可能會包括公司或企業、非營利性組織、政府機構等等。

## 歷史
世界上的第一個廣告代理商，是在1876年的William Taylor，另一個在1800年於英國倫敦艦隊街由James 'Jem' White，並成為White Bull Holmes廣告公司，在美國的第一個廣告代理商則是由Volney B Pdmer於1841年在費城開辦廣告公司，為各家報紙招攬廣告。而且他不僅僅仲介廣告業務，而且常為客戶撰寫文案，並向報紙收取25％的佣金。George. P. RoWell則是向報紙或雜誌社大量購買版位，再提高轉賣給客戶。1888年RoWell並創辦了美國的第一個專業廣告雜誌printers lnk。

## 主要廣告代理業者
- Omnicom集團（宏盟）
- WPP集團
- Interpublic集團（埃培智）
- Publicis集團（陽獅）
- 安吉斯集團（Aegis）
- Havas Surenes
- MDC Partners
- Allliance Data Systems
- Media Consalta
- Carlson Marketing
- Photon集團
- 電通
- ADBest 帆晴

## 類型
- 整合代理商
- 創意代理商
- 媒體代理商
- 數位代理商
- 其他代理商

## 部門
- 創意部門
- 業務部門
- 媒體部門
- 製作部門
- 其他部門

1. ↑  .   [2020-02-08]. （原始内容存档于2020-03-04）.